# Джедаи
Джеда́и, Орден Джедаев (англ. Jedi) — ключевые персонажи эпопеи «Звёздных войн», рыцари-миротворцы — члены Ордена джедаев, адепты Светлой Стороны Силы, защитники Галактической Республики. Джедаи умеют направлять Силу, что даёт им суперспособности. Основное оружие джедая — световой меч.
По словам создателя «Звёздных войн» Джорджа Лукаса, слово «джедай» он придумал, вспомнив название жанра японского кинематографа — «дзидайгэки» (яп. 時代劇), который произвёл на него большое впечатление.

## История Ордена Джедаев
Корни джедайского сообщества исходят с планеты Тайтон, где оно представляло собой скорее общину исследователей и философов и только со временем джедаи начали исполнять задачу хранителей мира и процветания в Галактике. Джедайская философия, основанная на неустанном поиске гармонии и порядка, сделала их наилучшими посланцами мира и хранителями спокойствия Галактики. Джедаи предпочитали разрешать конфликты не оружием, а словом, прибегая к битве крайне редко и в самых экстренных ситуациях. Противники джедаев — их полная противоположность, служители Тёмной Стороны Силы, ситхи, сеявшие в Галактике страх, ненависть и насилие.

## Путь Джедая
Будущие джедаи проходили долгий тернистый путь. Становление будущих миротворцев начиналось ещё в раннем детстве, когда чувствительных к Силе отбирали для обучения и отправляли в Храм Джедаев на Корусанте. Детей, только начавших свою подготовку, называли юнлингами. Далее юнлинга, прошедшего ряд необходимых испытаний, брал под свою опеку рыцарь-джедай или мастер-джедай и юнлинг становился падаваном. Если же юнлинг не проходил испытания или его не выбирали падаваном, то он отправлялся в Корпус Обслуживания Джедаев.

## Кодекс Джедая
Кодекс Джедая приводится во многих книгах о «Звёздных войнах» и состоит из пяти истин:

Нет волнения — есть покой.

Нет невежества — есть знание.

Нет страсти — есть безмятежность.

Нет хаоса — есть гармония.

Нет смерти — есть Сила.
Оригинальный текст (англ.)
There is no emotion, there is peace.

There is no ignorance, there is knowledge.

There is no passion, there is serenity.

There is no chaos, there is harmony.

There is no death, there is the Force.

Истина о хаосе и гармонии приводится не во всех публикациях Кодекса.

## Символ веры Джедая
В книгах о «Звёздных войнах» также приводится Символ веры Джедая. Иногда его тоже называют кодексом, что неверно и вносит некоторую путаницу. Символ веры Джедая (англ. Jedi Creed), в отличие от Кодекса (англ. Jedi Code), был написан уже в эпоху Новой Республики, после того, как Люк Скайуокер восстановил Орден джедаев. Символ веры состоит из пяти основных пунктов:

Джедаи — защитники мира в Галактике.

Джедаи используют свои способности, чтобы охранять и защищать — никогда для нападения на других.

Джедаи уважают каждую жизнь, в любой форме.

Джедаи служат другим, а не властвуют над ними, во благо Галактики.

Джедаи стремятся к самосовершенствованию через познание и тренировку.
Оригинальный текст (англ.)Jedi are the guardians of peace in the Galaxy.

Jedi use their powers to defend and protect, never to attack others.

Jedi respect all life, in any form.

Jedi serve others rather than rule over them, for the good of the Galaxy.

Jedi seek to improve themselves through knowledge and training.

## Оружие
Основным оружием джедаю служил световой меч с лезвием из чистой энергии (плазмы), основанный на кайбер-кристалле вкупе с Силой. Умение владеть мечом предполагало не только тренировки сами по себе, но и обучение понимать и чувствовать через Силу своё оружие. Изначально созданный ракатанской империей и усовершенствованный ситхами он по праву стал неотъемлемым элементом ордена адептов Светлой Стороны Силы.